# Sint-Clemenskerk (Klemensker)
De Sint-Clemenskerk (Deens: Klemens Kirke) is de parochiekerk van het dorp Klemensker op het Deense eiland Bornholm. De in de stijl van het historisme gebouwde kerk werd voltooid in 1882 en verving een oude romaanse kerk uit de 14e eeuw. De kerk heeft enkele werken van de Bornholmse kunstenaar Paul Høm. In de buurt van de kerk werden een aantal runenstenen gevonden waarvan twee op het kerkhof staan.

## Geschiedenis
De kerk staat op een heuveltop van 114 meter hoog. Dit was ook de plek van een gesloopte middeleeuwse kerk uit de romaanse tijd. De oudere kerk had bijna dezelfde lengte als het nieuwe gebouw maar slechts de helft van de huidige breedte en was waarschijnlijk het enige kerkgebouw op het eiland met een stergewelf uit circa 1450. Veel van de oude kerkinventaris kan tegenwoordig worden bezichtigd in het Bornholms Museum.
De kerk werd volgens bronnen uit 1335 gewijd aan sint-Clemens. Zoals veel plaatsen op het eiland Bornholm is de naam van het dorp Klemensker afgeleid van de kerk; het toevoegsel -ker betekent in het plaatselijke dialect kerk.

## Architectuur
De huidige kerk werd gebouwd van ruw gehouwen granieten blokken en is 32 meter lang en 12 meter breed. Het werd in december 1882 voltooid naar een ontwerp van de architect Ludvig Knudsen op basis van de plannen die hij gebruikte voor de bouw van de Sint-Stefanuskerk in Kopenhagen die in 1874 werd voltooid. De bouwlieden waren afkomstig van Kopenhagen, ondanks de intentie dat de kerk een gebouw had moeten worden met het karakter van de oude eilandkerken.
Met 1.000 zitplaatsen werd de kerk een van de grootste dorpskerken van het land. Het gebouw bestaat uit een apsis, een koor en een lang schip dat aan de westelijke kant eindigt in de toren. Langs de muren van het kerkschip lopen grote houten galerijen die worden ondersteund door houten pilaren. Het dak en de toren met de vierzijdige torenspits zijn gedekt met leisteen.

## Interieur
Het interieur van de kerk weerspiegelt de restauratie van de jaren 1960 onder leiding van Rolf Graae in samenwerking met Paul Høm uit het naburige Gudhjem. De preekstoel is versierd met panelen van de vier evangelisten. Boven de koorboog is een mozaïek aangebracht van een van de oudste symbolen van het christendom, het Paaslam met de overwinningsvlag en de bloedkelk. In de jaren 1970 zette de samenwerking tussen Graae en Høm zich voort toen ze de orgelkas van het nieuwe orgel van Bruno Christensen & Sønner Orgelbyggeri ontwierpen. Ten slotte voltooide Høm in 1981 de grote altaarschilderijen: de graflegging in donkerblauwe kleuren en daarboven de verrezen Christus in gouden kleurtonen.

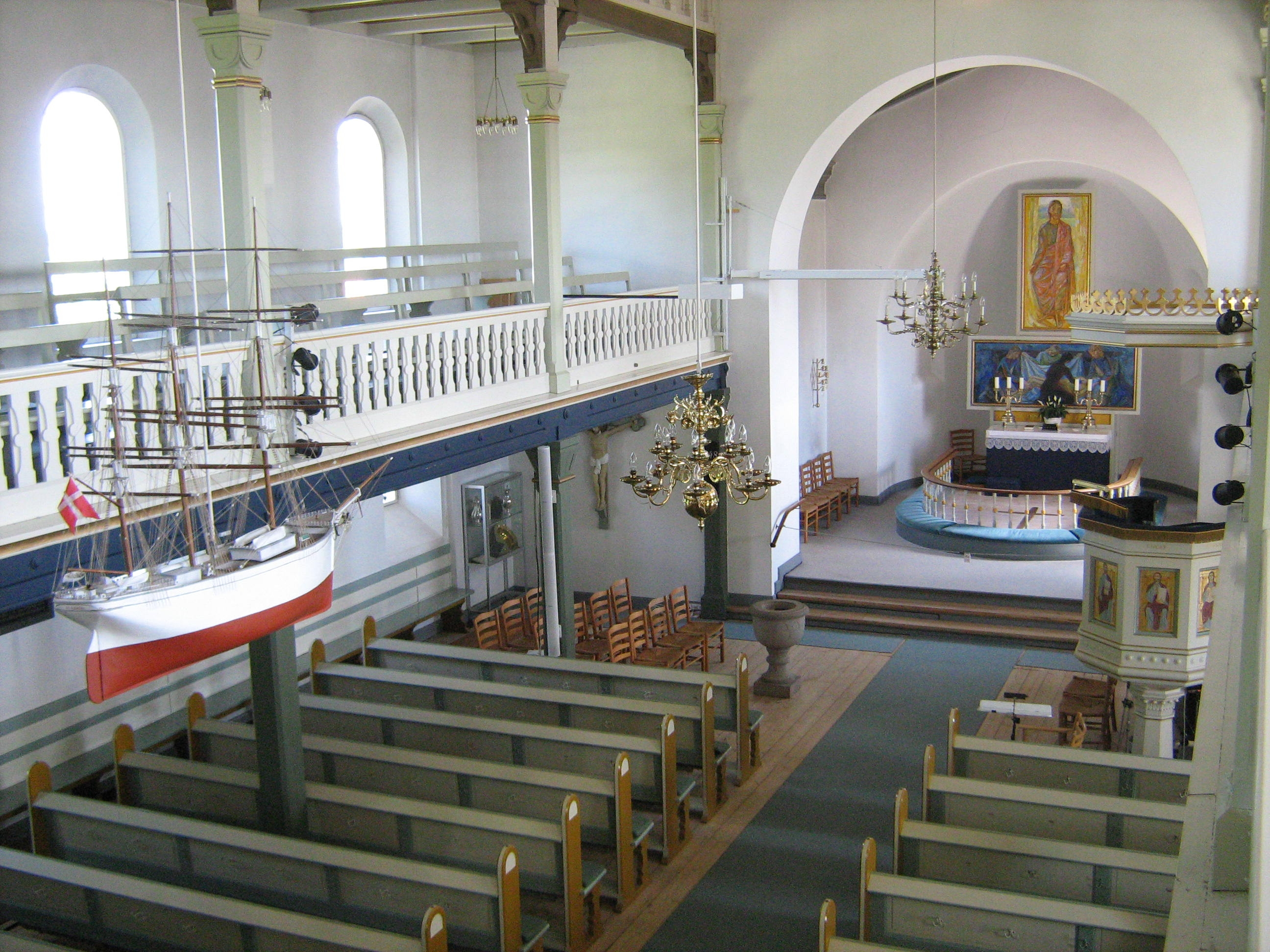
Interieur
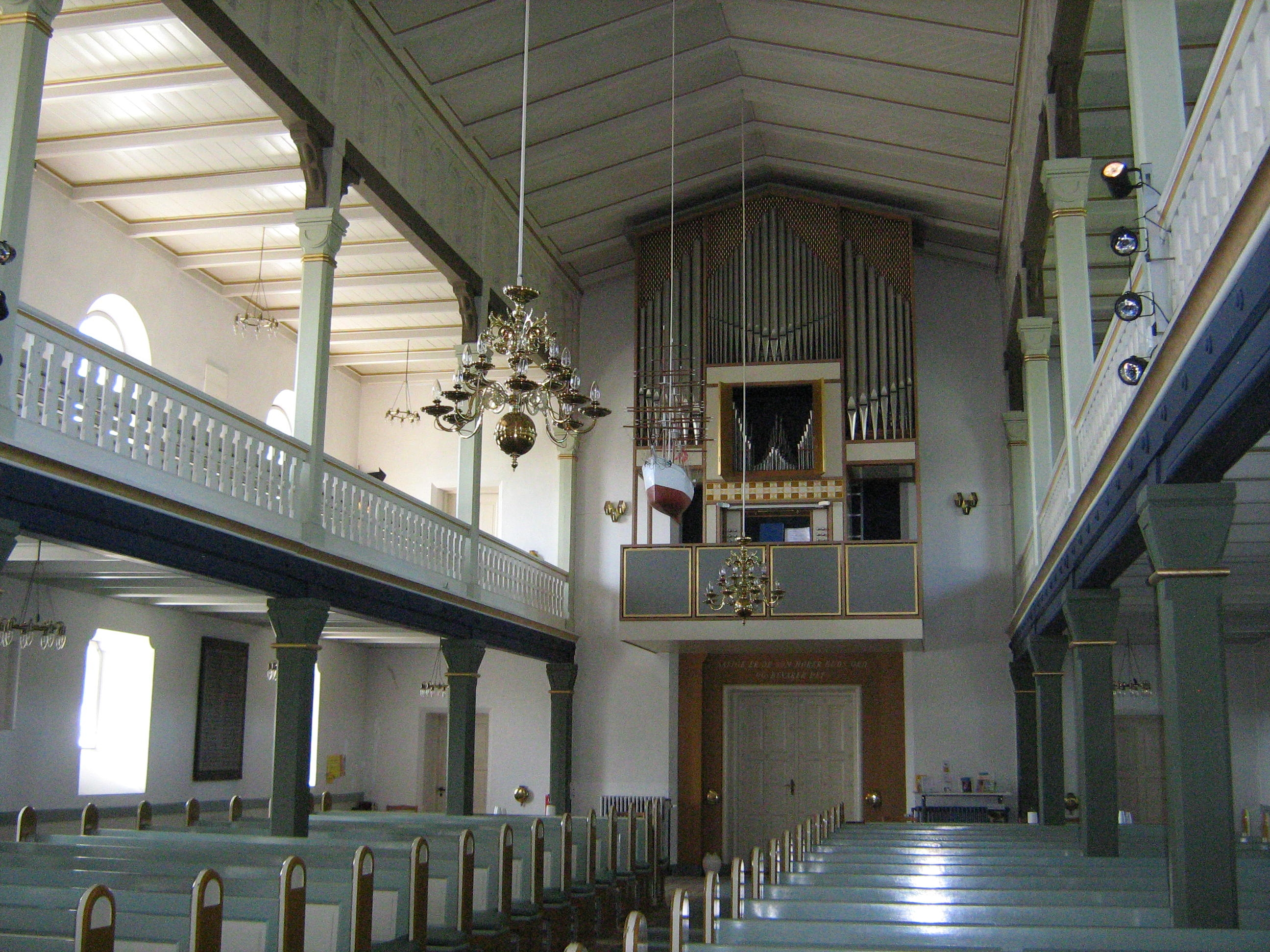
Orgel

## Runenstenen
In de omgeving van de kerk werden meerdere runenstenen gevonden. Ze dateren uit de 11e eeuw, toen er waarschijnlijk een houten kerk op de plaats stond. In de zuidoostelijke hoek van de kerk tussen het koor en het schip staat een 2,74 meter hoge runensteen, de steen van Lundhøj. De steen werd voor de ontdekking ooit gebruikt als een brug over een beekje. Het behoort tot de groep runenstenen uit de overgangsperiode tussen de Vikingtijd en de middeleeuwen en heeft het (vrij vertaalde) inschrift: "Gunild heeft deze steen opgericht voor Ødbjørn, haar echtgenoot. Christus helpt Ødbørns ziel naar het licht en paradijs. Christus en de heilige Michaël helpen Ødbørns en Gunilds zielen naar het licht en paradijs". Op dezelfde plek zijn nog vier stukken van een gebroken runensteen te zien die wordt gedateerd op 1025-1075; het inschrift luidt "... richtte deze steen op ter herinnering aan Sven, zijn broer. Moge God en de moeder van God zijn ziel (helpen) ...kil graveerde deze runen en Sven".. De steen van Kuregård bij de noordoostelijke hoek van het schip en het koor werd in 1856 gevonden en wordt tussen 1025-1075 gedateerd. De steen is 1,90 meter hoog en heeft als inschrift "Sven en Ketil richtten de steen op ter herinnering aan Ígulgeirr, hun vader". In de kerkhofmuur zijn nog veel andere fragmenten van runenstenen die één of twee woorden bevatten.

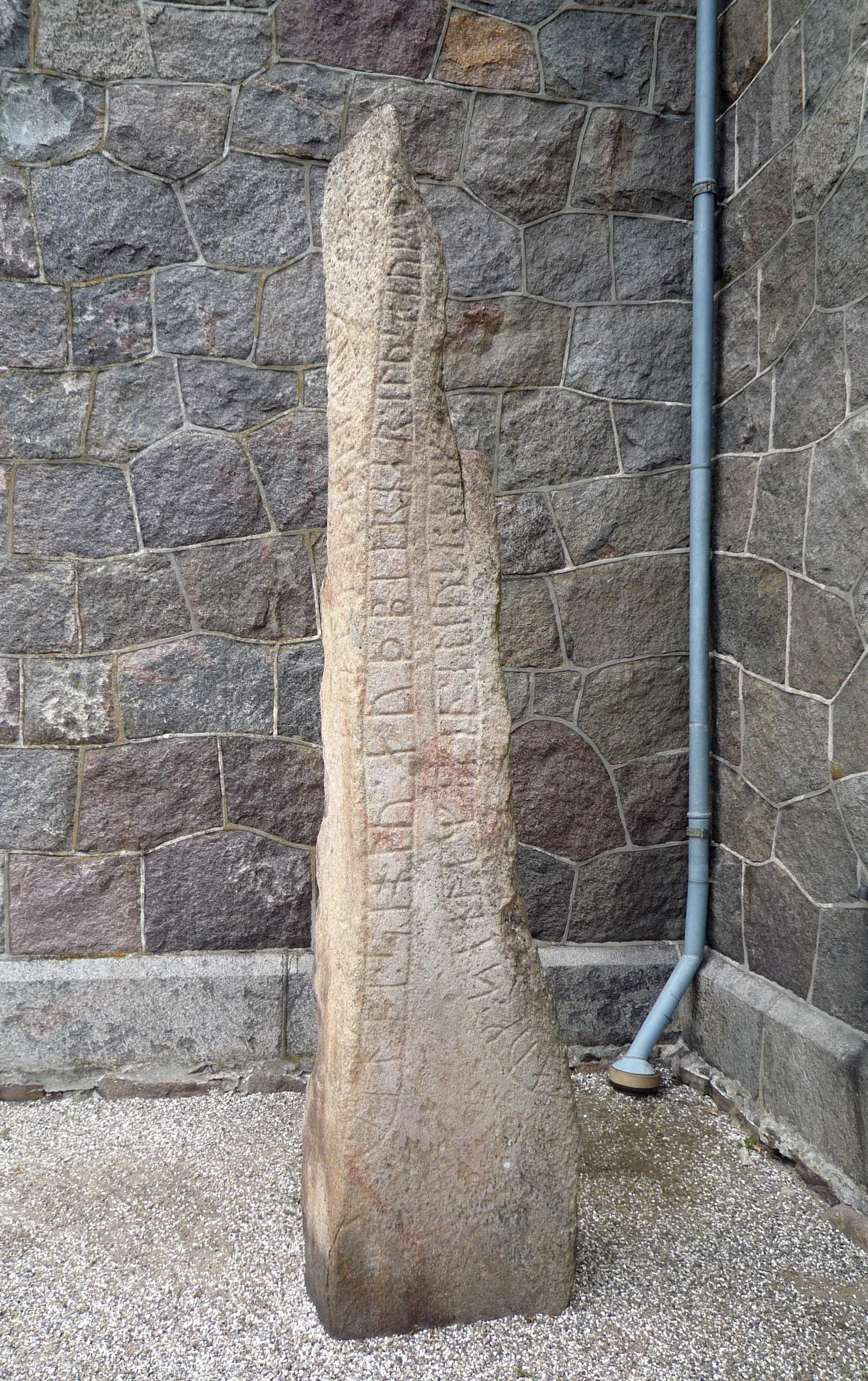
Steen van Lundhøj
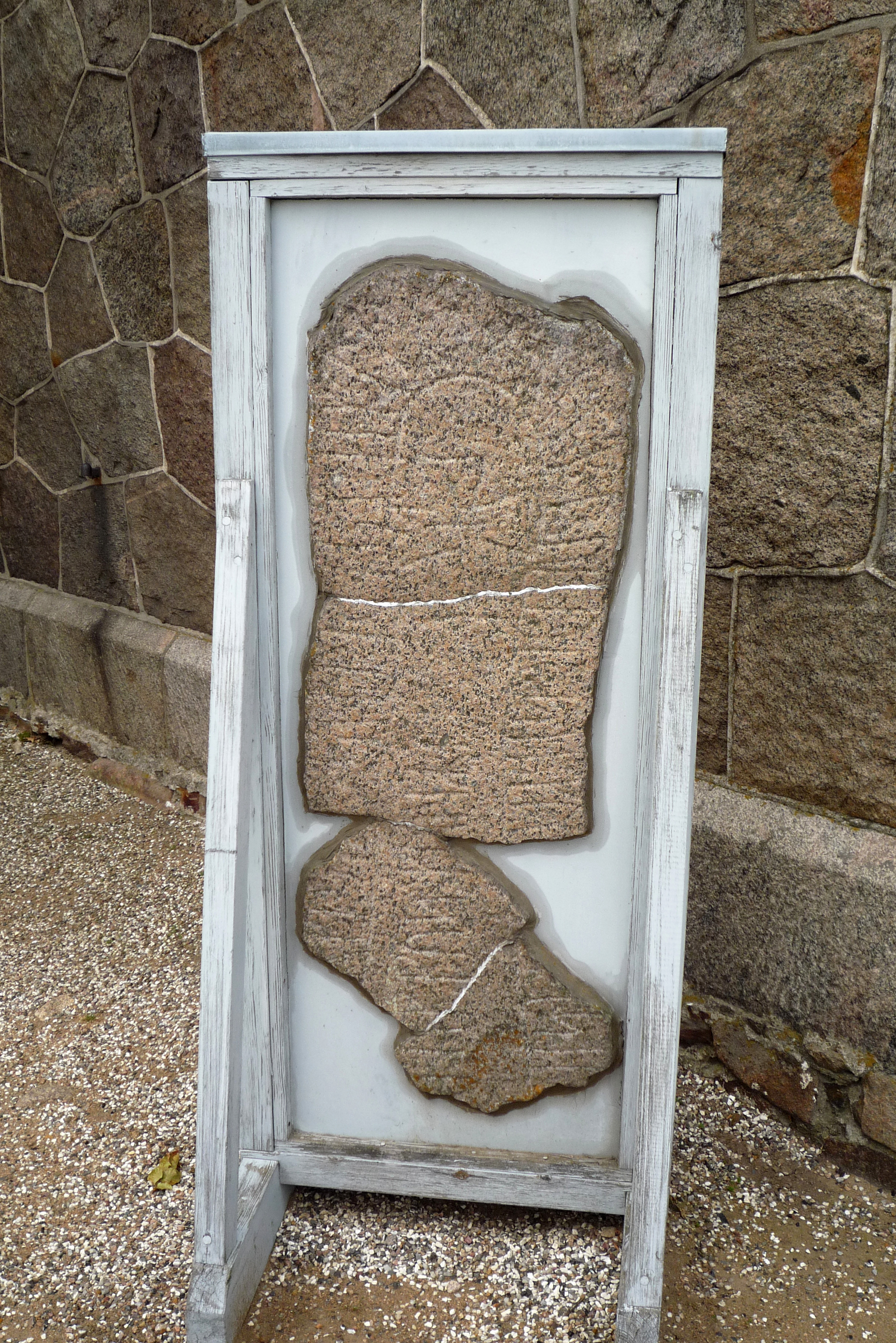
De gebroken steen